# Bitwa pod Ponarami

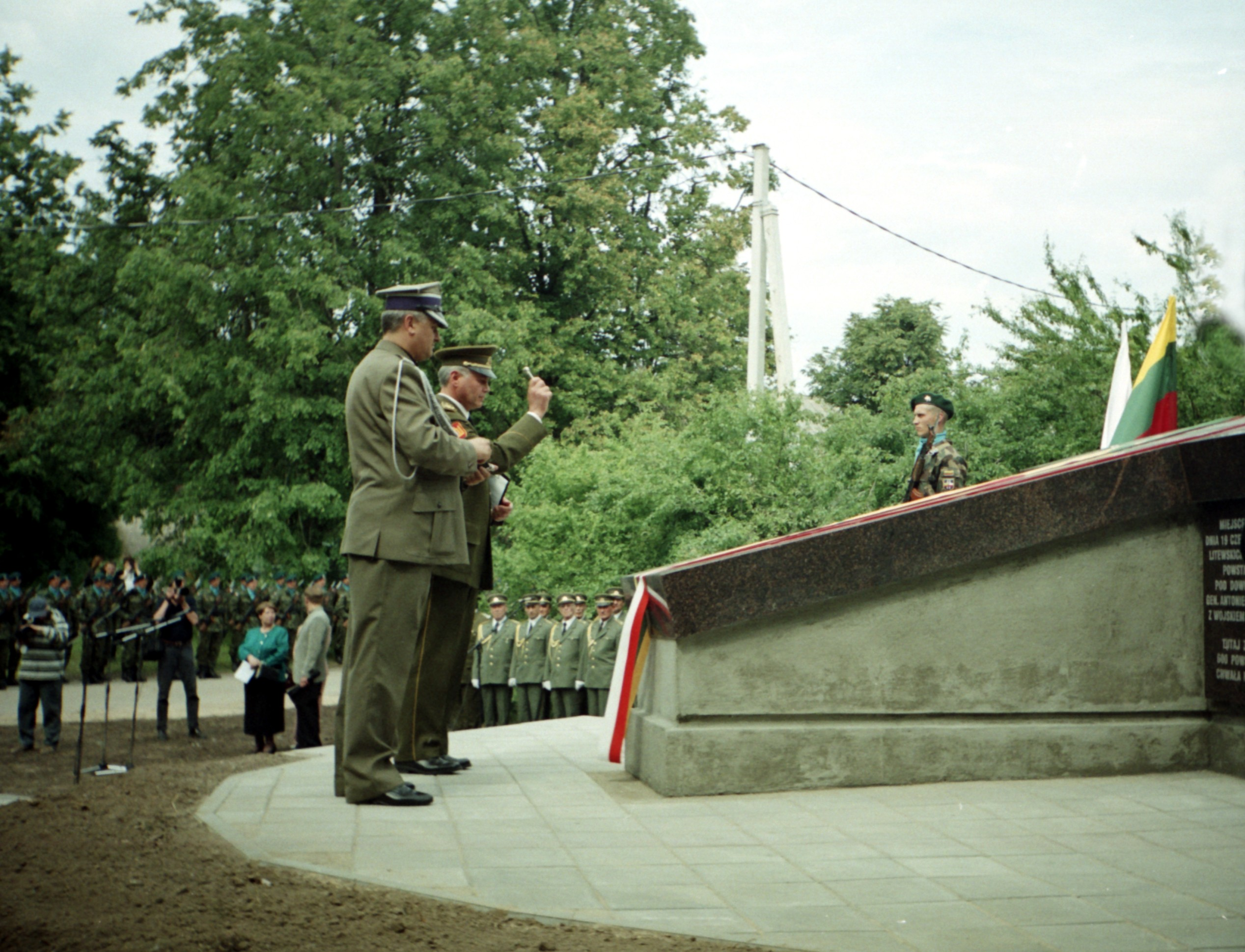
Odsłonięcie pomnika bitwy pod Ponarami, 6 czerwca 2001

Bitwa pod Ponarami – bitwa stoczona 19 czerwca 1831 roku podczas powstania listopadowego. Bitwa nazywana jest także bitwą o Wilno lub bitwą pod Wilnem.

## Przyczyny
Po przegranej bitwie pod Ostrołęką armia polska rozpoczęła odwrót ku Warszawie, jednak silną 2 Dywizję Antoniego Giełguda i niewielki korpus Henryka Dembińskiego skierowano − wobec odcięcia ich przez armię feldmarszałka Iwana Dybicza − na Litwę, gdzie działał już korpus Dezyderego Chłapowskiego.
Oczywistym celem wyprawy było Wilno, bronione przez liczący zaledwie 5000 żołnierzy garnizon rosyjski, gdzie w arsenale miejskim było 60 000 karabinów i kilkaset dział.

## Przebieg wydarzeń
Pod naciskiem energicznego Chłapowskiego podjął Giełgud marsz na Wilno, ale mimo zwycięstwa pod Rajgrodem nie zdołał uwierzyć we własne siły i posuwał się tak wolno, że nieprzyjaciel zdołał zgromadzić znaczne siły i przygotować pozycje obronne na Górach Ponarskich na zachód od Wilna. Okolica ta była miejscem gdzie zbiegały się drogi wiodące do Wilna z Grodna, Kowna i Trok, które połączone pod kapliczką przechodziły w głęboki parów, którym prowadziła droga do Wilna. Tam też doszło, 19 czerwca 1831 roku, do bitwy pomiędzy wojskami polskimi Giełguda a armią rosyjską dowodzoną przez Fabiana von der Osten-Sackena. W oparciu o pasmo lesistych wzgórz licząca 25 000 żołnierzy i 70 dział armia rosyjska z łatwością odparła atak oddziałów polskich, które straciły 2000 żołnierzy, podczas gdy Rosjanie jedynie czterystu.
Teraz rozpoczął się odwrót oddziałów polskich na Żmudź, gdzie Giełgud zamierzał bronić linii rzek Wilii i Świętej. Gdy Rosjanie linię tę przełamali oddziały polskie, po kilku potyczkach, przekroczyli granicę Prus: 13 lipca zgrupowanie Chłapowskiego, 15 lipca grupa Franciszka Rolanda.
Nieudolny generał Giełgud zginął na granicy, zastrzelony przez kapitana  Stefana Skulskiego, oficera 7 pułku piechoty. Ocalał jedynie korpus gen. Dembińskiego (4000 ludzi, 6 dział), który zdołał przebyć w 25 dni kilkaset kilometrów − ucierając się z nieudolnym pościgiem rosyjskim − i dotrzeć do Warszawy. Wraz z klęską armii Giełguda upadło też powstanie na Litwie.